# Abaga (cheval)
Pour les articles homonymes, voir Abaga.
L'Abaga (chinois simplifié : 阿巴加马 ; chinois traditionnel : 阿巴加馬 ; pinyin : Abaga) est un type du cheval mongol chinois. Caractérisé par sa robe généralement noire, il est aussi de plus grande taille et plus rapide que ce dernier, en raison de sa sélection visant les courses.
Avec moins de 4 000 représentants fin 2008, l'Abaga est une race rare.

## Histoire
Il existe peu d'information au sujet de ces chevaux. l'Abaga ne figure en effet pas dans l'étude des populations équines menée par Rupak Khadka à l'université d'Uppsala, et publiée en août 2010 pour la FAO. Il n'est pas non plus cité dans la base de données DAD-IS.
En revanche, l'édition 2016 de l'ouvrage de CAB International mentionne cette race sous le nom de Black Abaga (« Abaga noir »), les publications scientifiques à son sujet parlant d'« Abaga »,. D'après le guide Delachaux (2014), il serait également nommé « cheval noir de Sengseng ». Cependant, ce même ouvrage référence aussi la race sous le nom erroné d'« Agaba noir ».

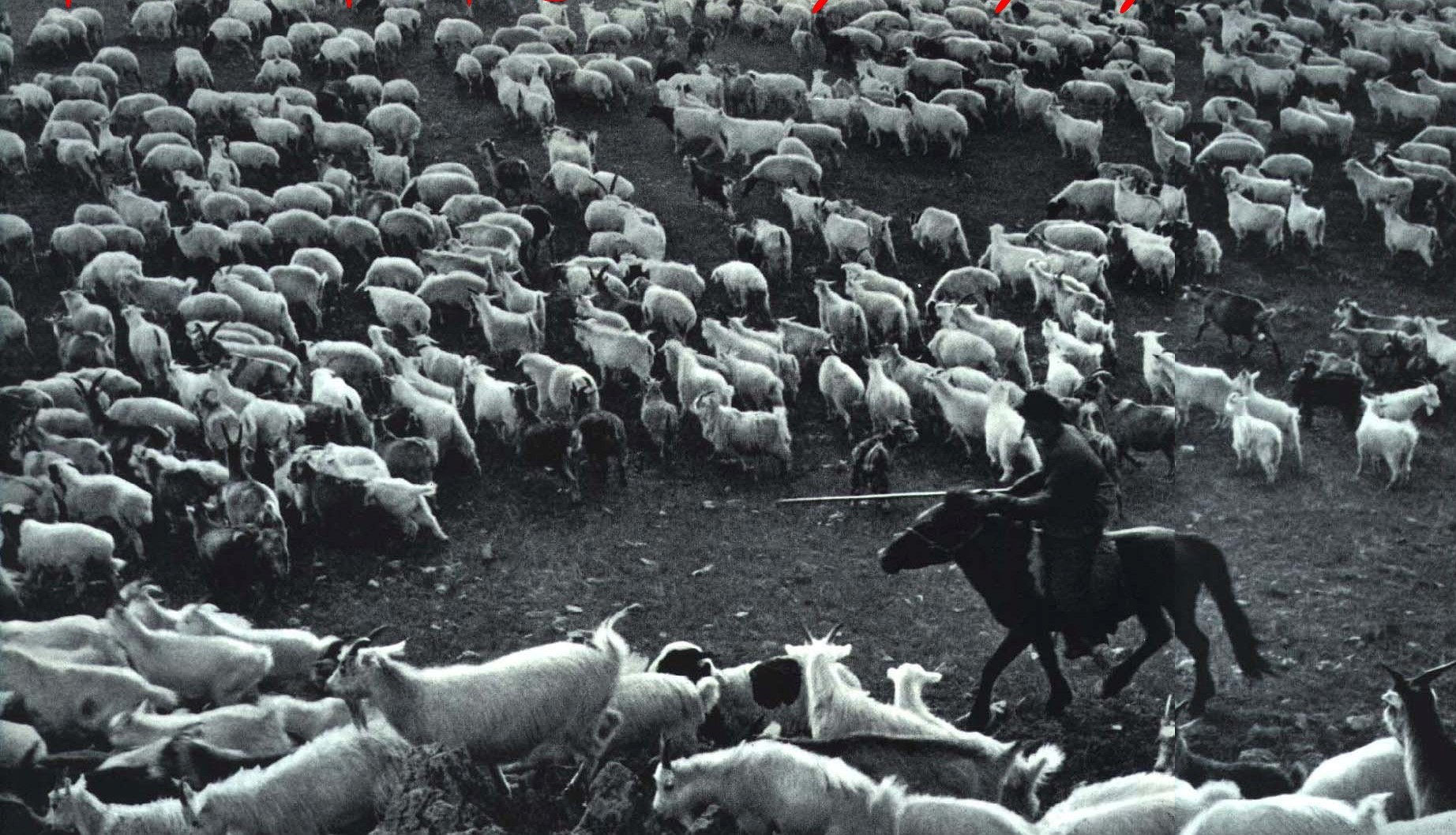
Berger à cheval dans la bannière d'Abag, 1964.

Bien qu'ancien et issu d'une longue sélection, l'Abaga a été officiellement caractérisé en 2009 seulement. Les différents types de chevaux mongols restent méconnus, les efforts des chercheurs s'étant davantage tournés vers des études sur le Pur-sang ou encore le Quarter Horse. Des recherches en génétique sur cette race sont motivées (2018) notamment par la recherche de performances en course durant le Naadam, afin d'améliorer la vitesse des différentes souches de chevaux mongols.

## Description
L'Abaga présente le type du cheval des steppes. D'après le guide Delachaux, il toise en moyenne de 1,36 m à 1,40 m.
La tête présente un profil rectiligne ou légèrement convexe, un front large, de grands yeux et de petites oreilles. L'encolure est assez longue. Le garrot est plutôt plat. Le poitrail est large, les épaules sont musclées. Le dos est assez long, et la croupe courte, avec une légère inclinaison. Les pieds sont petits et durs.
La robe est essentiellement noire, plus rarement bai foncé.
Ces chevaux sont réputés endurants et de bon tempérament. Ils sont dotés d'une grande rusticité leur permettant de vivre en extérieur, sur des plateaux en altitude, toute l'année, par des températures basses, avec peu de précipitations, et en environnement hypoxique.
|  | Cheval mongol de Mongolie extérieure |
|  | |
|  | Cheval mongol de Mongolie intérieure \| \| Abaga \| \| \| \| \| \| Baicha \| \| \| \| \| \| Ujumqin \| \| \| \| \| \| Wushen \| \| \| \| |
|  | |
|  | Abaga |
|  | |
|  | Baicha |
|  | |
|  | Ujumqin |
|  | |
|  | Wushen |
|  | |

|  | Abaga   |
|  |         |
|  | Baicha  |
|  |         |
|  | Ujumqin |
|  |         |
|  | Wushen  |
|  |         |

## Utilisations
L'Abaga est prioritairement un cheval de course, dont la vitesse a été mesurée sur 1 600 mètres par la commission chinoise des ressources génétiques animales en 2011. Il est notamment plus rapide que le Wushen, un autre type de chevaux mongols. Il semble que cette rapidité découle de l'élevage sélectif dont il a fait l'objet, favorisant certaines caractéristiques telles que le développement cardiaque et musculaire.
Il pourrait trouver un usage en équitation de loisir, et est aussi élevé pour sa viande et le lait des juments.

## Diffusion de l'élevage

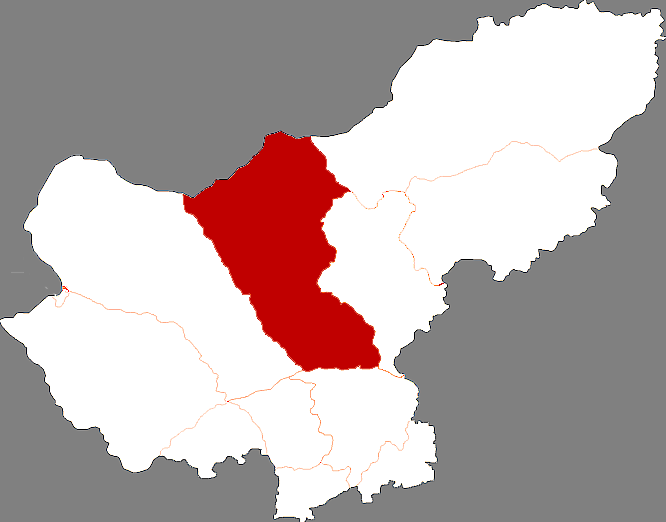
Localisation de la bannière d'Abag dans la ligue de Xilin Gol.

Comme son nom l'indique, l'Abaga provient du nord de la bannière d'Abag, dans la ligue de Xilin Gol, en Mongolie-Intérieure,,. Il constitue globalement une race rare, avec 3 758 individus recensés fin 2008.